# Frank Stallone
Frank P. Stallone Jr. (New York, 30 luglio 1950) è un cantante, musicista e attore statunitense di origine italiana.

## Biografia
Stallone è nato a New York. È il fratello minore del noto attore Sylvester Stallone ed è figlio di Jacqueline "Jackie" Labofish, astrologa, prima ballerina e organizzatrice di incontri di wrestling femminile e Frank Stallone Sr., un barbiere. Il padre è figlio di una coppia di immigrati italiani provenienti da Gioia del Colle, in provincia di Bari, mentre la madre è figlia di un ebreo ucraino originario di Odessa e di una francese nata a Brest.
Ha fatto diverse comparse in film e serie televisive realizzate ad Hollywood.
Stallone ha lavorato come cantante nelle grandi jazz band americane, con uno stile vocale che ricorda quello del suo idolo, Frank Sinatra. Inoltre ha scritto e cantato moltissime colonne sonore di film noti al grande pubblico. Una delle sue più importanti colonne sonore è Far From Over, per il film Staying Alive, con John Travolta e diretto da suo fratello Sylvester.
Un'altra grande passione di Stallone è la boxe, che ha praticato a livelli amatoriali. È apparso anche come consulente in materia di boxe nel reality show statunitense in onda sulla NBC, The Contender.

## Filmografia parziale
- Rocky, regia di John G. Avildsen (1976)
- Taverna Paradiso (Paradise Alley), regia di Sylvester Stallone (1978)
- Rocky II, regia di Sylvester Stallone (1979)
- Rocky III, regia di Sylvester Stallone (1982)
- Hotline - film TV (1982)
- Staying Alive, regia di Sylvester Stallone (1983)
- The Road to Freedom: L. Ron Hubbard and Friends - documentario (1986)
- The Pink Chiquitas (1987)
- Barfly - Moscone da bar (Barfly) (1987)
- W.A.R. Women Against Rape (1987)
- Savage Harbor (1987)
- Outlaw Force (1987)
- Miami Vice - serie TV, episodio 4x19 (1988)
- Take Two (1988)
- Fuori dal giro - film TV (1988)
- Weekend di terrore (1988)
- Uno sbirro nella notte (1988)
- Urla di mezzanotte (1988)
- L'ordine dell'aquila (1989)
- Dieci piccoli indiani (1989)
- Terrore a Beverly Hills (1989)
- La maschera della morte rossa (1989)
- Prime Suspect (1989)
- Facile da uccidere (1989)
- Hudson Hawk - Il mago del furto (Hudson Hawk), regia di Michael Lehmann (1991)
- Lethal Games (1991)
- The Roller Blade Seven (1991)
- Return of the Roller Blade Seven (1992)
- Legend of the Rollerblade Seven (1992)
- Tombstone (1993)
- Lethal Cowboy (1995)
- Taken Alive (1995)
- Ricercati vivi o morti (1996)
- The Garbage Man (1996)
- Billy Lone Bear (1996)
- Total Force (1997)
- The Good Life, regia di Alan Mehrez - inedito (1997)
- Strange Wilderness (1997)
- Ground Rules (1997)
- Doublecross on Costa's Island, regia di Franco Columbu (1997)
- Renegade - serie TV, 1 episodio (1998)
- Walker Texas Ranger - serie TV, episodi 8x05-9x14 (1999-2001)
- La vendetta di Carter (Get Carter), regia di Stephen Kay - cameo non accreditato (2000)
- Lotta di potere - Hitters (Hitters) (2002)
- Angels with Angles (2005)
- Rocky Balboa, regia di Sylvester Stallone (2006)
- Fred Claus - Un fratello sotto l'albero (Fred Claus), regia di David Dobkin (2007)
- Taken by Force (2010)
- Reach Me - La strada per il successo (Reach Me), regia di John Herzfeld (2014)
- The Family Stallone - reality show TV (2023-in corso)
- Sly, regia di Thom Zimny (2023)

## Discografia
- Rocky (1976)
- Valentine (1977)
- Paradise Alley (1978)
- Rocky II (1979)
- Rocky III (1982)
- Staying Alive (1983)
- Frank Stallone (1984)
- Rambo: First Blood Part II (1985)
- Over the Top (1987)
- Full Circle (2000)
- Frankie and Billy (2002)
- Stallone on Stallone (2002)
- In Love In Vain (2003)
- Soft and Low (2005)
- Songs From the Saddle (2005)

## Doppiatori italiani
- Giovanni Petrucci in Staying Alive
- Natale Ciravolo in Dieci piccoli indiani
- Stefano Mondini in Hudson Hawk - Il mago del furto
- Enrico Di Troia in Renegade e Walker Texas Ranger

## Riconoscimenti
- 1984 – Golden Globe
  - Candidatura Miglior canzone originale (Far from over) insieme a Vince DiCola per il film Staying Alive